# Hamborgs Ærkebispedømme (1995)
Hamborgs Ærkebispedømme (latin: Archidioecesis Hamburgensis, tysk: Erzbistum  Hamburg) er et af syv katolske ærkestifter i Tyskland. Stiftet tilhører Hamborgs kirkeprovins.
Ærkestiftet omfatter de katolske menigheder i delstaterne Slesvig-Holsten og Hamborg samt i landsdelen Mecklenburg i den vestlige del af delstaten Mecklenburg-Vorpommern.   
Ærkestiftet blev oprettet i 1995. I 2015 blev Stefan Heße ærkebiskop.

## Middelalderen
Der blev oprettet et ærkebispedømme i Hamborg i 831. Mellem 845 og 847 flyttede ærkebiskoppen til Bremen, og i tiden derefter var ærkebispedømmet kendt som Hamborg–Bremen.

### Biskopper før ærkestiftet
- 787 – 789: Willehad, biskop i Bremen.
- 789 – 805: Vakant.

### Ærkebiskopper af Hamborg – Bremen
- 848 – 860: Ansgar, ærkebiskop i Hamborg fra 831, biskop i Bremen fra 845, kendt som Nordens apostel.
- 860 – 888: Rimbert,
- 888 – 909: Adaldag,
- 1043 – 1072: Adalbert af Bremen, (før 1060 fik Adalbert ansat Adam af Bremen som leder af ærkestiftets katedralskole, Adam er kendt som forfatter til De Hamborgske ærkebiskoppers gerninger).
- 1184 – 1207: Hartwig 2. af Bremen.

### Ærkebiskopper af Bremen
- 1207 – 1212: Biskop Valdemar, var også biskop af Slesvig, var ofte i strid med sine slægtninge i det danske kongehus, sad i 1192–1206 i fængsel på Søborg Slot.
- 1310 – 1327: Jens Grand, tidligere ærkebiskop i Lund.

### Evangeliske fyrstærkebiskopper af Bremen
- 1585 – 1596: Johan Adolf af Slesvig-Holsten-Gottorp,
- 1596 – 1634: Johan Frederik af Slesvig-Holsten-Gottorp,

- 1634 – 1648: Frederik 3., blev senere konge af Danmark–Norge.

### Hertuger af Bremen og fyrster af Verden
- 1648 – 1654: Kristina af Sverige,
- 1654 – 1660: Karl 10. Gustav af Sverige,
- 1660 – 1697: Karl 11. af Sverige,
- 1697 – 1718: Karl 12. af Sverige,
- 1718 – 1719: Ulrika Eleonora den yngre, p.g.a. den danske besættelse af Bremen-Verden tiltrådte hun ikke.
- 1719 – 1727: Georg 1. af Storbritannien,
- 1727 – 1760: Georg 2. af Storbritannien,
- 1760 – 1820: Georg 3. af Storbritannien,
- 1820 – 1823: Georg 4. af Storbritannien, indlemmet i Kongeriget Hannover i 1823.

Indtil 1104 var de nordiske lande en del af Kirkeprovinsen Hamborg–Bremen. I 1104 blev biskoppen i Lund ærkebiskop over den nordiske kirkeprovins. I 1152 eller i 1153 fik Norge sin egen ærkebiskop i Nidaros, og i 1164 fik Sverige sin egen primas (med titel som ærkebiskop) i Uppsala.
Ærkebispedømmet Bremen blev nedlagt efter den vestfalske fred  i 1648.